# Tour de Pologne 1928
Tour de Pologne 1928 – 1. edycja szosowego wyścigu kolarskiego Dookoła Polski, zorganizowana przez redakcję Przeglądu Sportowego oraz działaczy Warszawskiego Towarzystwa Cyklistów. Oficjalna nazwa imprezy brzmiała I Bieg Kolarski Dookoła Polski. Odbyła się w dniach 7–16 września 1928. Zorganizowano 8 etapów, a łączna długość trasy wyniosła 1491 km. Rywalizację rozpoczęło 71 kolarzy, zaś ukończyło 43. 
Pierwsze miejsce w klasyfikacji generalnej zajął Feliks Więcek (Bydgoski Klub Kolarzy), drugie Wiktor Olecki (Legia Warszawa), a trzecie Stanisław Kłosowicz (Towarzystwo Zwolenników Sportu Łódź). Sędzią głównym był Jan Jankowski, a współpracowali z nim: Piotr Biedrzycki, Wacław Zagoździński i Wacław Wyczałkowski.

## Etapy
| Etap      | Data        | Start – meta      | Długość (km) | Zwycięzca etapu    | Lider              |
| I etap    | 7 września  | Warszawa – Lublin | 157          | Eugeniusz Michalak | Eugeniusz Michalak |
| II etap   | 8 września  | Lublin – Lwów     | 211          | Feliks Więcek      | Feliks Więcek      |
| III etap  | 9 września  | Lwów – Rzeszów    | 158          | Feliks Więcek      | Feliks Więcek      |
| IV etap   | 10 września | Rzeszów – Kraków  | 163          | Feliks Więcek      | Feliks Więcek      |
| V etap    | 12 września | Kraków – Wieluń   | 226          | Feliks Więcek      | Feliks Więcek      |
| VI etap   | 13 września | Wieluń – Poznań   | 221          | Feliks Więcek      | Feliks Więcek      |
| VII etap  | 15 września | Poznań – Łódź     | 211          | Feliks Więcek      | Feliks Więcek      |
| VIII etap | 16 września | Łódź – Warszawa   | 144          | Zygmunt Wisznicki  | Feliks Więcek      |

## Końcowa klasyfikacja generalna
| Poz. | Zawodnik              | Kraj   | Zespół                              | Czas (średnia km/h)       |
| ---- | --------------------- | ------ | ----------------------------------- | ------------------------- |
| 1.   | Feliks Więcek         | Polska | Bydgoski Klub Kolarzy               | 58h 00' 19" (25,704 km/h) |
| 2.   | Wiktor Olecki         | Polska | Legia Warszawa                      | +1h 10' 16"               |
| 3.   | Stanisław Kłosowicz   | Polska | Towarzystwo Zwolenników Sportu Łódź | +1h 16' 55"               |
| 4.   | Józef Stefański       | Polska | Amatorski Klub Sportowy 26 Warszawa | +1h 20' 45"               |
| 5.   | Stanisław Gronczewski | Polska | Warszawskie Towarzystwo Cyklistów   | +1h 27' 32"               |
| 6.   | Zygmunt Wisznicki     | Polska | AKS Warszawa                        | +1h 36' 08"               |
| 7.   | Stanisław Ignatowicz  | Polska | Pogoń Lwów                          | +1h 48' 40"               |
| 8.   | Jan Żak               | Polska | Legia Kraków                        | +1h 52' 48"               |
| 9.   | Kazimierz Duszyński   | Polska | Warszawskie Towarzystwo Cyklistów   | +2h 13' 34"               |
| 10.  | Jakub Fross           | Polska | Pogoń Lwów                          | +2h 28' 19"               |

## Klasyfikacja drużynowa
| 1. | Amatorski Klub Sportowy 26 Warszawa | 179h 32' 53" |
| 2. | Garbarnia Kraków                    | ?            |
| 3. | Lwowskie Towarzystwo Kolarskie      | ?            |